# Тарас Бульба
«Тара́с Бу́льба» — повесть Николая Васильевича Гоголя, входящая в цикл «Миргород».
События произведения происходят в среде запорожских казаков в первой половине XVII века. В основу повести Н. В. Гоголя легла история казацкого восстания 1637—1638 годов, подавленного коронным войском под руководством гетмана Николая Потоцкого. Одним из прообразов Тараса Бульбы является предполагаемый предок известного путешественника Н. Н. Миклухо-Маклая, родившийся в Стародубе в начале XVII века куренной атаман Войска Запорожского Охрим Макуха, сподвижник Богдана Хмельницкого, который имел троих сыновей: Назара, Хому (Фому) и Омелька (Емельяна). Назар предал своих товарищей казаков и перешёл на сторону поляков из-за любви к польской паночке, его брат Хома погиб, пытаясь доставить Назара отцу, a Емельян стал предком Николая Миклухо-Маклая и его дяди Григория Ильича Миклухи, учившегося вместе с Николаем Гоголем и рассказавшего ему семейное предание. Прообразом является также один из предводителей «колиивщины» Иван Гонта (ум. 1768).

## Сюжет

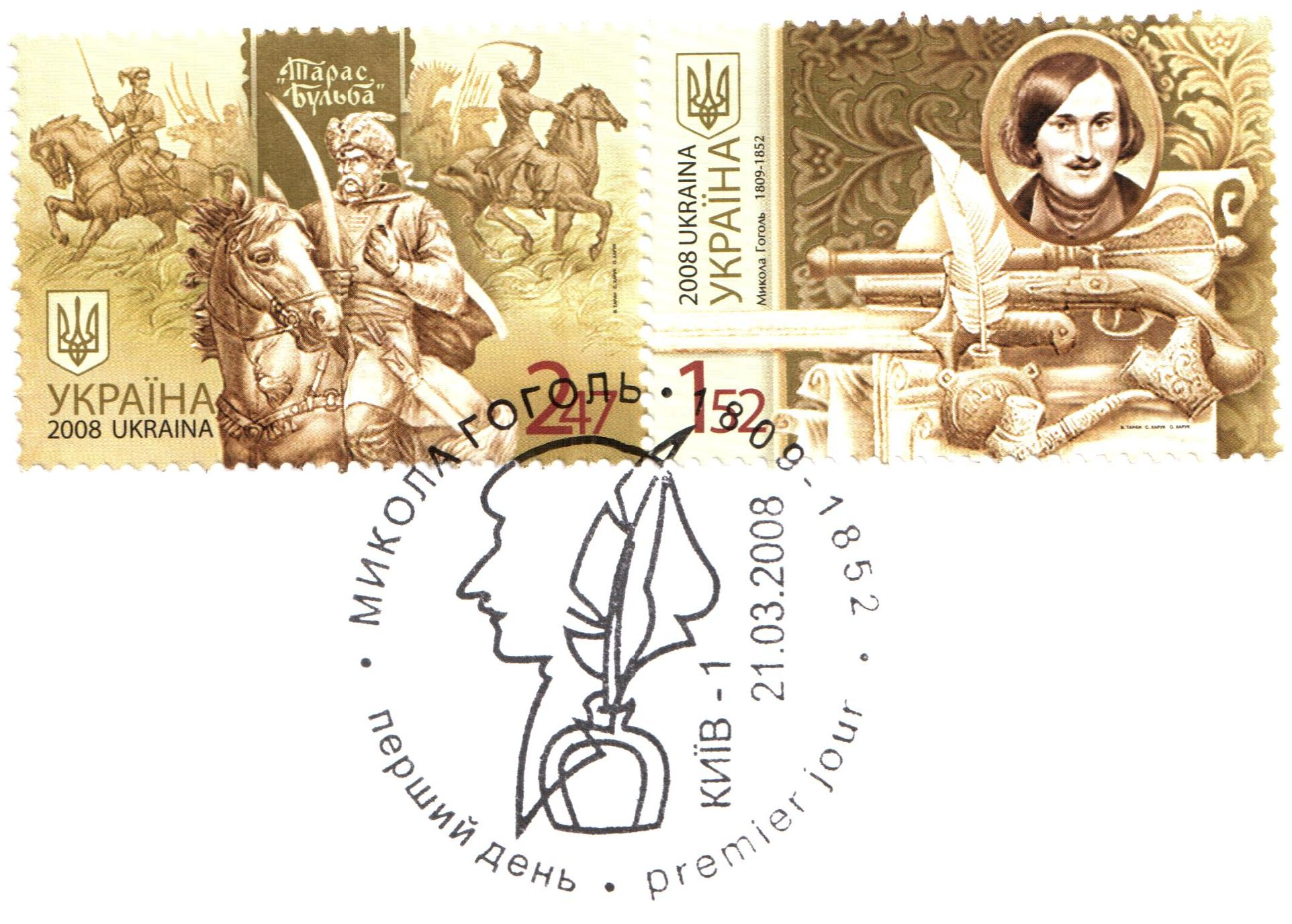
Украинская почтовая марка 2008 года (сцепка) и гашение к 200-летию со дня рождения Н. В. Гоголя. На левой марке — «Тарас Бульба».

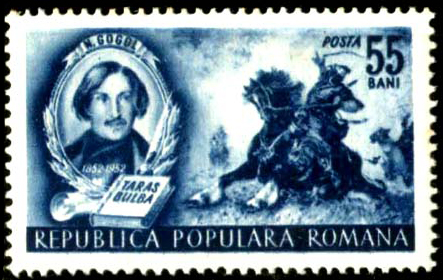
Почтовая марка Румынии, посвящённая 100-летию со дня смерти Н. В. Гоголя («Тарас Бульба», 1952)

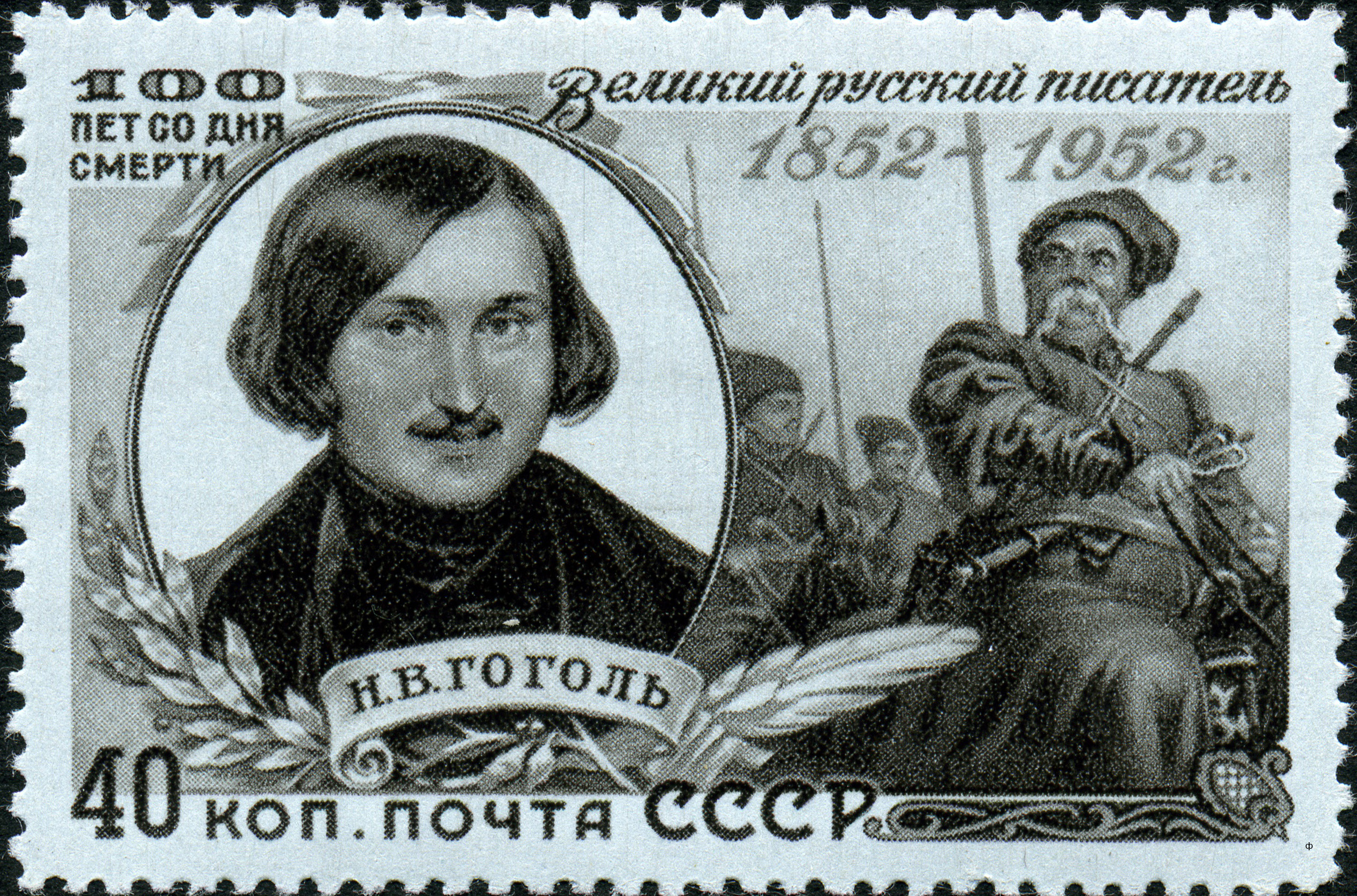
Почтовая марка СССР, посвящённая 100-летию со дня смерти Н. В. Гоголя, 1952

К старому казацкому полковнику Тарасу Бульбе приезжают после выпуска из Киевской бурсы два его сына — Остап и Андрий. Два дюжих молодца, здоровые и крепкие, лиц которых ещё не касалась бритва, смущены встречей с отцом, подшучивающим над их одеждой недавних семинаристов.
По случаю приезда сыновей Тарас Бульба созывает всех сотников и весь полковой чин и объявляет о своём решении послать Остапа и Андрия на Сечь, потому что, по его мнению, «нет лучшей науки для молодого казака, как Запорожская Сечь». При виде молодой силы сыновей вспыхивает воинский дух и самого Тараса, и он решается ехать вместе с ними, чтобы представить их всем своим старым товарищам. Мать всю ночь сидит над спящими детьми, желая, чтобы ночь тянулась как можно дольше. Утром, после благословения, отчаявшуюся от горя мать еле отрывают от детей и уносят в хату.
Три всадника едут молча. Старый Тарас вспоминает свою буйную жизнь, слеза застывает в глазах, поседевшая голова понурилась. Остап, имеющий суровый и твёрдый характер, хотя и ожесточившийся за годы обучения в бурсе, сохранил в себе природную доброту и тронут слезами своей бедной матери. Одно только это его смущает и заставляет задумчиво опустить голову. Андрий также тяжело переживает прощание с матерью и родным домом, но его мысли заняты воспоминаниями о прекрасной польке, которую он встретил перед самым отъездом из Киева; тогда Андрий сумел пробраться в спальню к красавице через трубу камина, стук в дверь заставил польку спрятать молодого казака под кровать; татарка, служанка панночки, как только прошло беспокойство, вывела Андрия в сад, где он едва спасся от проснувшейся дворни.
После долгой дороги Сечь встречает Тараса с сыновьями своей разгульной жизнью — признаком запорожской воли. Казаки не любят тратить время на военные упражнения, собирая бранный опыт лишь в пылу битв. Остап и Андрий кидаются со всею пылкостью юношей в это разгульное море. Но старому Тарасу не по душе праздная жизнь — не к такой деятельности хочет готовить он своих сыновей. Повстречавшись со всеми своими сотоварищами, он все придумывает, как поднять запорожцев в поход, чтобы не тратить казацкую удаль на беспрерывное пиршество и пьяное веселье. Он уговаривает казаков переизбрать кошевого, который держится мира с врагами казачества. Новый кошевой под напором самых воинственных казаков, и прежде всего Тараса, пытается найти обоснование для выгодного похода на Турцию, но под влиянием прибывших с Украины казаков, рассказавших о притеснениях польских панов и еврейских арендаторов над народом Украины, войско единодушно решает идти на Польшу, чтобы отомстить за все зло и посрамление православной веры. Таким образом, война приобретает народно-освободительный характер.
И скоро весь польский юго-восток становится добычей страха, бегущего наперед слуха: «Запорожцы! Показались запорожцы!». В один месяц в битвах возмужали молодые казаки, и старому Тарасу любо видеть, что оба его сына — среди первых. Казацкое войско пытается взять город Дубно, где много казны и богатых обывателей, но встречают отчаянное сопротивление гарнизона и жителей. Казаки осаждают город и ждут, когда в нём начнется голод. От нечего делать запорожцы опустошают окрестности, выжигают беззащитные деревни и неубранные хлеба. Молодым, особенно сыновьям Тараса, не нравится такая жизнь. Старый Бульба успокаивает их, обещая в скором времени жаркие схватки. В одну из темных ночей Андрия будит ото сна татарка, служанка той самой польки, в которую влюблен Андрий. Татарка шёпотом рассказывает, что панночка — в городе, она видела Андрия с городского вала и просит его прийти к ней или хотя бы передать кусок хлеба для умирающей матери. Андрий нагружает мешки хлебом, сколько может унести, и по подземному ходу татарка ведёт его в город. Встретившись со своей возлюбленной, он отрекается от отца и брата, товарищей и отчизны: «Отчизна есть то, что ищет душа наша, что милее для неё всего. Отчизна моя — ты». Андрий остается с панночкой, чтобы защищать её до последнего вздоха от бывших сотоварищей своих.
Польские войска, присланные в подкрепление осажденным, проходят в город мимо пьяных казаков, многих перебив спящими, многих пленив. Это событие ожесточает казаков, решающих продолжить осаду до конца. Тарас, разыскивая пропавшего сына, получает страшное подтверждение предательства Андрия.
Поляки устраивают вылазки, но казаки пока ещё успешно их отбивают. Из Сечи приходит весть, что в отсутствие главной силы крымские татары напали на оставшихся казаков и пленили их, захватив казну. Казацкое войско под Дубном делится надвое — половина уходит на выручку казны и товарищей, половина остается продолжать осаду. Тарас, возглавив осадное войско, произносит страстную речь во славу товарищества.
Поляки узнают об ослаблении неприятеля и выступают из города для решительной схватки. Среди них и Андрий. Тарас Бульба приказывает казакам заманить его к лесу и там, встретившись с Андрием лицом к лицу, убивает сына, сказав (ставшую впоследствии крылатой фразу) «Я тебя породил, я тебя и убью!». Подкрепление прибывает к полякам, и они разбивают запорожцев. Остап пленён, раненый Тарас, спасаясь от погони, попадает в Сечь.
Оправившись от ран, Тарас уговаривает еврея Янкеля тайком переправить его в Варшаву, чтобы там попытаться вытащить Остапа из тюрьмы, где пленные казаки ждут казни. Тарас присутствует при страшной казни сына на городской площади. Ни один стон не вырывается под зверскими пытками из груди Остапа, лишь перед смертью казак взывает: «Батько! где ты! Слышишь ли ты?» — «Слышу!» — отвечает над толпой Тарас. Его кидаются ловить, но Тараса уже и след простыл.
Сто двадцать тысяч казаков, среди которых и полк Тараса Бульбы, поднимаются в поход против поляков. Даже сами казаки замечают чрезмерную свирепость и жестокость Тараса по отношению к врагу. Так мстит он за смерть сына. Разгромленный польский гетман Николай Потоцкий клятвенно присягает не наносить впредь никакой обиды казацкому воинству. Один только полковник Бульба не соглашается на такой мир, уверяя товарищей, что прощённые поляки не станут держать своего слова. И он уводит свой полк. Сбывается его предсказание — собравшись с силами, поляки вероломно нападают на казаков и разбивают их.
Тарас гуляет по всей Польше со своим полком, продолжая мстить за смерть Остапа и товарищей своих, безжалостно уничтожая всё живое.
Пять полков под предводительством того самого Потоцкого настигают, наконец, полк Тараса, ставшего на отдых в старой развалившейся крепости на берегу Днестра. Четыре дня длится бой. Оставшиеся в живых казаки пробиваются, но останавливается старый атаман искать в траве свою люльку, тут настигают его гайдуки и забирают в плен в неравном бою. Железными цепями привязывают Тараса к дубу, прибивают гвоздями руки и раскладывают под ним костёр.
Перед смертью успевает Тарас крикнуть товарищам, чтобы спускались они к челнам, которые сверху видит он, и спасались от врага по реке. Казаки уходят от погони, дружно гребут вёслами и говорят про своего атамана.

## История создания повести
Работе Гоголя над произведением «Тарас Бульба» предшествовало тщательное, глубокое изучение исторических источников. Среди них следует назвать «Описание Украины» Боплана, «История о казаках запорожских» князя Семёна Ивановича Мышецкого, рукописные списки украинских летописей — Самовидца, Самуила Величко, Григория Грабянки и т. д. помогающими художнику постигнуть дух народной жизни, характеры, психологию людей. Среди источников, которые помогли Гоголю в работе над повестью «Тарас Бульба», был ещё один, важнейший: украинские народные песни, особенно исторические песни и думы.
«Тарас Бульба» имеет большую и сложную творческую историю. Он был впервые напечатан в 1835 году в сборнике «Миргород». В 1842 году во втором томе «Сочинений» Гоголя повесть «Тарас Бульба» вышла в новой, коренным образом переделанной редакции. Работа над этим произведением продолжалась с перерывами девять лет — в 1833—1842 годах. Между первой и второй редакциями «Тарас Бульба» был написан ряд промежуточных редакций некоторых глав. Благодаря чему, второе издание является более полным, чем издание 1835 года, несмотря на некоторые претензии Гоголя из-за множества существенных несогласованных правок и изменений оригинального текста при редактуре и переписке.
Оригинал авторской рукописи «Тарас Бульба», подготовленный Гоголем для второго издания, был найден в шестидесятые годы XIX в. среди подарков графа Кушелева-Безбородко Нежинскому лицею. Это так называемая нежинская рукопись, полностью написанная рукой Николая Гоголя, внёсшего немало изменений в пятой, шестой, седьмой главах, переработавшего восьмую и десятую главы.
Благодаря тому, что граф Кушелев-Безбородко в 1858 году выкупил у семьи Прокоповичей этот оригинал авторской рукописи, появилась возможность увидеть произведение в том виде, который устраивал самого автора. Однако в последующих изданиях «Тарас Бульба» перепечатывался не с оригиналов рукописи, а с издания 1842 года, лишь с незначительными правками. Первая попытка сблизить и объединить авторские оригиналы рукописей Гоголя, отличающиеся от них писарские копии и издание 1842 года была сделана в Полном собрании сочинений Гоголя.

## Различия между первой и второй редакцией
В версию для издания «Сочинений» (1842 г.) был внесён ряд существенных изменений и значительных дополнений по сравнению с оригиналом 1835 года. Они были связаны, во-первых, с русификацией текста, включавшей в себя замену слова «Украйна» на «южная Россия» или «Малороссия», а также последовательное удаление из текста украинизмов (ср. первое предложение повести в редакциях 1835 и 1842 гг.: «— А поворотись, сынку! цур тебе, какой ты смешной!» и «— А поворотись-ка, сын! Экой ты смешной какой!»), а во-вторых, с изменением мотивов, характеров и реплик персонажей, наполнившихся в новой редакции пафосом идей теории официальной народности, сформулированных в 1833 году С. Уваровым и сильно повлиявших на историософские взгляды Гоголя (идеи Уварова получили наибольшую известность в виде триады «православие, самодержавие, народность» и стали основой государственной идеологии Российской Империи в период правления Николая I). Так, польская славистка, исследовательница русской литературы Эдита Бояновска в книге «Николай Гоголь: между украинским и русским национализмом» пишет: «…в редакции 1842 года достигается утверждение „великой русской нации“ без единого этнического русского в качестве персонажа… Это единственное прозаическое произведение Гоголя, в котором он делает идеологию русского национализма неотъемлемой частью художественного повествования».
В целом версия 1842 года более цензурирована, частично самим автором, частично издателем, местами с нарушением оригинальной стилистики первоначальной версии произведения. В то же время эта версия более полная, и историко-бытовой фон повести значительно обогатился — дана более подробная характеристика возникновения казачества, запорожского войска, законов и обычаев Сечи. Сжатый рассказ об осаде Дубно заменён развернутым эпическим изображением сражений и героических подвигов казаков. Во второй редакции полнее даны любовные переживания Андрия и глубже раскрыт трагизм его положения, вызванный изменой.
Переосмыслению подвергся образ Тараса Бульбы. Место в первой редакции, где говорится о том, что Тарас «был большой охотник до набегов и бунтов», заменено во второй следующим: «Неугомонный, вечно он считал себя законным защитником православия. Самоуправно входил в сёла, где только жаловались на притеснения арендаторов и на прибавку новых пошлин с дыма».
Редакция 1835 года, часть І:
Бульба был упрям страшно. Это был один из тех характеров, которые могли только возникнуть в грубый XV век, и притом на полукочующем Востоке Европы, во время правого и неправого понятия о землях, сделавшихся каким-то спорным, нерешенным владением, к каким принадлежала тогда Украйна… Вообще он был большой охотник до набегов и бунтов; он носом и глазом слышал, где и в каком месте вспыхивало возмущение, и уже как снег на голову являлся на коне своем. „Ну, дети! что и как? кого и за что нужно бить?“ — обыкновенно говорил он и вмешивался в дело.
Редакция 1842 года, часть І:
Бульба был упрям страшно. Это был один из тех характеров, которые могли возникнуть только в тяжёлый XV век на полукочующем углу Европы, когда вся южная первобытная Россия, оставленная своими князьями, была опустошена, выжжена дотла неукротимыми набегами монгольских хищников… Вечно неугомонный, он считал себя законным защитником православия. Самоуправно входил в села, где только жаловались на притеснения арендаторов и на прибавку новых пошлин с дыма.
Предсмертная речь Бульбы, редакция 1835 года:
Прощайте, паны-браты, товарищи! — говорил он им сверху,— вспоминайте иной час обо мне! Об участи же моей не заботьтесь! я знаю свою участь: я знаю, что меня заживо разнимут по кускам, и что кусочка моего тела не оставят на земле — да то уже мое дело... Будьте здоровы, паны-браты, товарищи! Да глядите, прибывайте на следующее лето опять, да погуляйте, хорошенько!..
Редакция 1842 года:
Прощайте, товарищи! — кричал он им сверху. — Вспоминайте меня и будущей же весной прибывайте сюда вновь да хорошенько погуляйте! Что, взяли, чертовы ляхи? думаете, есть что-нибудь на свете, чего бы побоялся казак? Постойте же, придет время, будет время, узнаете вы, что такое православная русская вера! Уже и теперь чуют дальние и близкие народы: подымется из Русской земли свой царь, и не будет в мире силы, которая бы не покорилась ему!..
Оригинальный авторский вариант переработанной рукописи был передан автором Н. Я. Прокоповичу для подготовки издания 1842 года, однако отличается от последнего. После смерти Прокоповича рукопись была приобретена, в числе других рукописей Гоголя, графом Г. А. Кушелевым-Безбородко и пожертвована им Нежинскому лицею князя Безбородко; в 1934 г. рукопись была передана из библиотеки Нежинского пединститута в рукописное отделение Библиотеки Украинской Академии Наук в Киеве.
Ни издание 1842 года, ни издание 1855 года не могут быть положены в основу выработки канонического текста повести, так как они засорены посторонними редакторскими исправлениями. В основу опубликованного текста повести положен текст, подготовленный к изданию самим Гоголем в 1842 г., то есть текст автографа; недостающие места взяты из писарской копии, куда они переписывались с исправленного экземпляра «Миргорода» (в нескольких случаях текст брался из «Миргорода» без изменений и таким образом может быть проверен непосредственно по изданию «Миргорода»). Лишь в нескольких случаях текст отступает от рукописи, исправляя предполагаемые описки или восполняя пропуски. Согласно общим принципам издания, в основной текст не вводятся ни поправки, сделанные Н. Я. Прокоповичем по поручению Гоголя в издании 1842 года, ни позднейшие (1851—1852) поправки самого Гоголя, нанесенные в корректуре на текст издания 1842 года, поскольку отделение гоголевской правки от негоголевской не может быть произведено в этом тексте с полной уверенностью и последовательностью.

## Критика повести

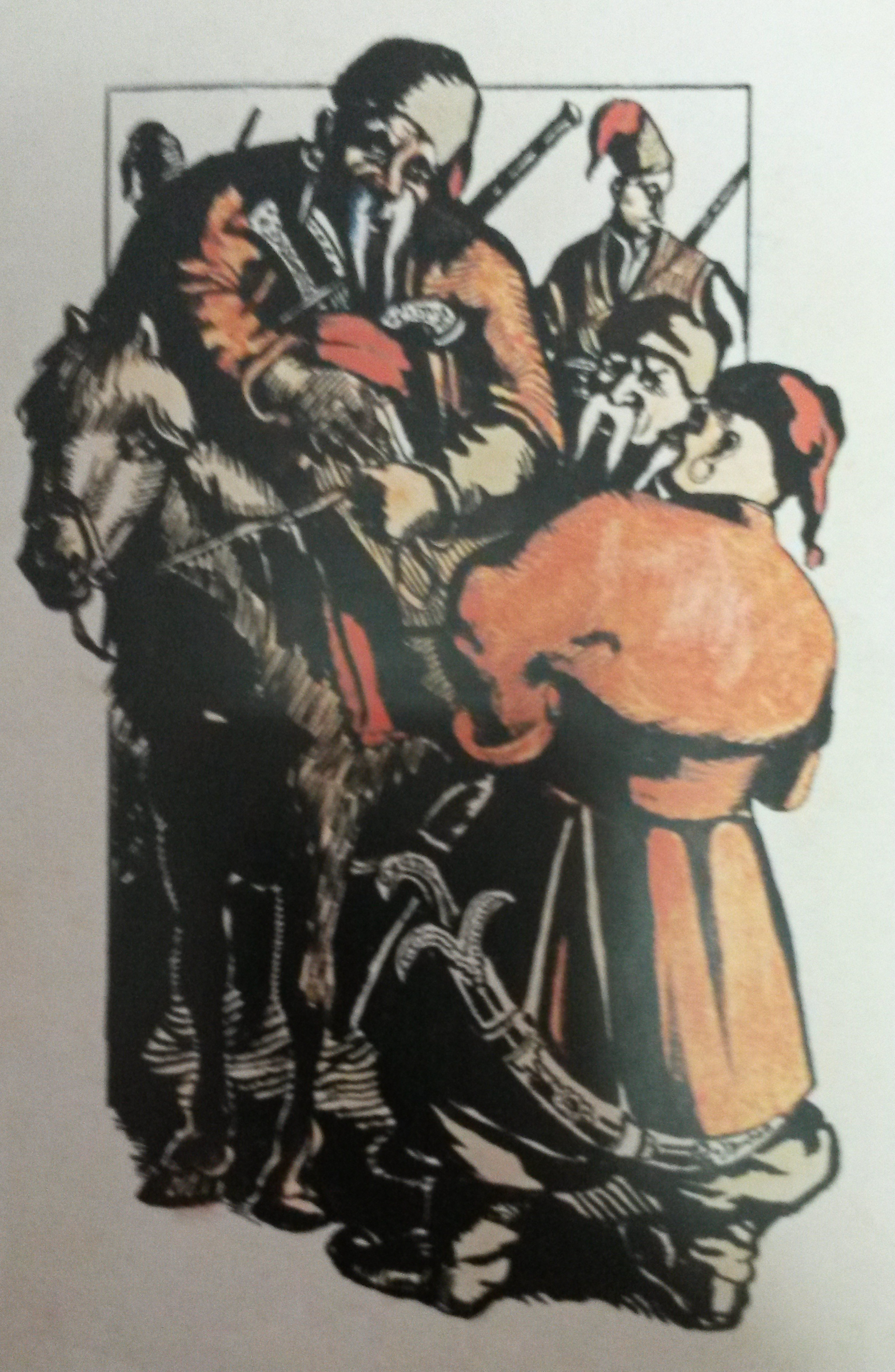
М. М. Филиппович. Иллюстрация к Тарасу Бульбе

Наряду с общим одобрением, которым встретили критики повесть Гоголя, некоторые аспекты произведения были найдены неудачными. Так, Гоголю неоднократно ставили в вину неисторичность повести, наличие в ней ряда анахронизмов (в частности, ссылка на XV столетие, когда Сечь только ещё зарождалась), чрезмерную героизацию казачества, отсутствие исторического контекста, что отмечали Михаил Грабовский, Василий Гиппиус, Максим Горький и другие. Критики считали, что это может быть объяснено тем, что писатель не обладал достаточным количеством достоверных сведений об истории Украины. Гоголь с большим вниманием изучал историю родного края, но информацию он черпал не только из довольно скудных летописей, но и из народных преданий, легенд, а также откровенно мифологических источников, вроде «Истории русов», откуда им были почерпнуты описания зверств шляхтичей, бесчинств евреев и доблести казаков.

### Обвинения в полонофобии и польский перевод
Недовольство повесть вызвала в среде польской интеллигенции. Поляки были возмущены тем, что в «Тарасе Бульбе» польская нация представлена агрессивной, кровожадной и жестокой. Негативно высказывался о «Тарасе Бульбе» Михаил Грабовский, хорошо относившийся к самому Гоголю, а также многие другие польские критики и писатели, такие как Анджей Кемпинский, Михал Бармут, Юлиан Кшижановский. В Польше сложилось устойчивое мнение о повести как об антипольской, и отчасти такие суждения были перенесены на самого Гоголя.
На польском языке повесть не издавалась до начала XXI века. Упоминаемый польскими историками перевод, изданный во Львове неким Петром Гловацким в 1850 году под названием «Тарас Бульба, запорожский роман», на самом деле является переводом на галицко-русский диалект. При этом в Царстве Польском повесть хорошо знали, так как в период активной русификации края она входила в учебную программу гимназий. Торжественные мероприятия, проходившие по случаю 50-летия со дня смерти Гоголя во всех гимназиях империи в 1902 году, польская учащаяся молодежь бойкотировала, а в ряде городов, в том числе в Варшаве и Сандомире, прошли антигоголевские манифестации. В межвоенной Польше цензура запретила печатать новый перевод «Тараса Бульбы» — тираж повести был конфискован в ноябре 1936 года прежде, чем он появился в книжных магазинах. В 1929 году было издание в Вильне, но на белорусском языке.
Энциклопедии, выходившие в Польской Народной Республике, из соображений политкорректности предпочитали не упоминать о «Тарасе Бульбе». Перевод «Тараса Бульбы» на польский язык, выполненный Марией Лесьневской, планировалось опубликовать в томе избранных сочинений Гоголя (Варшава, 1964), но в последний момент варшавская цензура изъяла из этого сборника «Тараса Бульбу»; машинопись перевода пропала после смерти переводчицы.
В 2001 году повесть Гоголя, переведенная Ежи Шотом, была издана за счет переводчика в городке Кросно, а в 2002 году варшавским издательством «Чытельник» она была издана в переводе Александра Земного с обширным послесловием историка Яна Тазбира. Оба перевода содержат много ошибок и неточностей.
Из польских писателей повесть Гоголя оказала заметное влияние на Генрика Сенкевича. Богун из романа «Огнём и мечом» напоминает Андрия, а его отношения с Хеленой являются контроверзой «Тарасу Бульбе», показывающей, что гордая польская паненка никогда не согласится выйти за казацкого «хама». Сходны описания путешествия на Сечь Яна Скшетуского и Тараса Бульбы с сыновьями. Сам автор признавал, что хотел внести поправку в образ казаков, созданный Гоголем. Соответственно, «Огнём и мечом» до некоторой степени повторил при советской власти судьбу «Тараса Бульбы» в Польше: по требованиям руководства советской Украины, считавшим роман «антиукраинским», после 1917 года его больше не издавали, и новая публикация состоялась только в 1983 году, в канун Перестройки.

### Обвинения в антисемитизме
Повесть также критиковалась за антисемитизм некоторыми политиками, религиозными мыслителями, литературоведами. Лидер правого сионизма Владимир Жаботинский в статье «Русская ласка» так оценивал сцену еврейского погрома в повести «Тарас Бульба»: «Ничего подобного по жестокости не знает ни одна из больших литератур. Это даже нельзя назвать ненавистью, или сочувствием казацкой расправе над жидами: это хуже, это какое-то беззаботное, ясное веселье, не омрачённое даже полумыслью о том, что смешные дрыгающие в воздухе ноги — ноги живых людей, какое-то изумительно цельное, неразложимое презрение к низшей расе, не снисходящее до вражды». Как отмечал литературовед Аркадий Горнфельд, евреи изображены Гоголем как мелкие воришки, предатели и безжалостные вымогатели, лишённые всяких человеческих черт. По его мнению, образы Гоголя «запечатлены заурядным юдофобством эпохи»; антисемитизм Гоголя исходит не от жизненных реалий, а от устоявшихся и традиционных теологических представлений «о неведомом мире еврейства»; образы евреев шаблонны и представляют собой чистую карикатуру. Согласно мнению мыслителя и историка Георгия Федотова, «Гоголь дал в „Тарасе Бульбе“ ликующее описание еврейского погрома», что свидетельствует «об известных провалах его нравственного чувства, но также о силе национальной или шовинистической традиции, которая за ним стояла».
Несколько иной точки зрения придерживался критик и литературовед Д. И. Заславский. В статье «Евреи в русской литературе» он также поддерживает упрёк Жаботинского в антисемитизме русской литературы, включая в список писателей-антисемитов Пушкина, Гоголя, Лермонтова, Тургенева, Некрасова, Достоевского, Льва Толстого, Салтыкова-Щедрина, Лескова, Чехова. Но при этом он находит оправдание антисемитизму Гоголя следующим образом: «Не подлежит, однако, сомнению, что в драматической борьбе украинского народа в XVII-м веке за свою отчизну евреи не обнаружили ни понимания этой борьбы, ни сочувствия ей. В этом не было их вины, в этом было их несчастье». «Евреи „Тараса Бульбы“ карикатурны. Но карикатура — это не ложь. … Ярко и метко обрисован в поэме Гоголя талант еврейской приспособляемости. И не льстит это, конечно, самолюбию нашему, но надо признать, что зло и метко схвачены русским писателем некоторые исторические черты наши».

### Обвинения в поэтизации насилия
Филолог Елена Иваницкая видит в действиях Тараса Бульбы «поэзию крови и смерти» и даже «идейный терроризм». Педагог Григорий Яковлев критиковал «Тараса Бульбу» за «насилие, разжигание войн, непомерную жестокость, средневековый садизм, агрессивный национализм, ксенофобию, религиозный фанатизм, требующий истребления иноверцев, непробудное пьянство, возведённое в культ, неоправданную грубость даже в отношениях с близкими людьми», что, по его мнению, представлено в повести «без явного осуждения» и ставит вопрос о том, нужно ли изучать это произведение в средней школе.
Профессор филологического факультета МГУ Владимир Воропаев утверждает, что позиция Гоголя не совпадает с позицией рассказчика, от лица которого ведётся повествование, и считает, что восхищение зверствами казаков было чуждо Гоголю, приводя такой фрагмент: «Не уважали козаки чернобровых панянок, белогрудых, светлоликих девиц; у самых алтарей не могли спастись они: зажигал их Тарас вместе с алтарями. Не одни белоснежные руки подымались из огнистого пламени к небесам, сопровождаемые жалкими криками, от которых подвигнулась бы самая сырая земля и степовая трава поникла бы от жалости долу. Но не внимали ничему жестокие козаки и, поднимая копьями с улиц младенцев их, кидали к ним же в пламя». Подводя итог, Владимир Воропаев делает вывод: «Вряд ли найдется хоть один читатель, который увидел бы в этих авторских словах одобрение».

### Эпос
Критик Михаил Эдельштейн дифференцирует личные симпатии автора и законы героического эпоса: «Героический эпос требует чёрно-белой палитры — акцентирования сверхчеловеческих достоинств одной стороны и полного ничтожества другой. Поэтому и поляки, и евреи — да, собственно, все, кроме запорожцев, — в гоголевской повести не люди, а скорее, некие человекоподобные манекены, существующие для демонстрации героизма главного героя и его воинов (как татары в былинах про Илью Муромца или мавры в „Песни о Роланде“). Эпическое и этическое начала не то чтобы вступают в противоречие — просто первое начисто исключает саму возможность проявления второго».

## Переводы на иностранные языки
- Taras Bulba. Wydawnictwo: Czytelnik (Издательство: Читатель), 2002 (на польском языке)
- Taras Bulba. Translator Peter Constantine, Modern Library, 2003 ISBN 978-0-8129-7119-4 (первый новый английский перевод за 40 лет).
- تاراس بولبا Переводчик عوض شعبان (Авад Шаабан) دار الفارابي (Дом Аль-Фараби), 2007 (на арабском языке)
- Tarаs Bulba. Malaga: AG Library, 2008 ISBN 9788475028088 (на каталанском языке)
- Tarás Bulba. Editora 34, 2009 ISBN 9788573263862 (на испанском языке)
- Tarás Bulba. Madrid: Alianza Editorial, 2016 ISBN 9788420676821 (на испанском языке)
- Taras Bulba. Переводчик Belkıs Korkmaz (Белкис Коркмаз). İstanbul: Can Yayinlari (Издательство Жизнь) ISBN 9789750741913 (на турецком языке)
- Taras Bulba. Wentworth Press, 2019 ISBN 9780530089447 (на английском языке)
- Taras Bulba. Penterjemah Victor A. Pogadaev. Kuala Lumpur: DBP, 2013, 254 pp.ISBN 978-983-49-3766-9 (на малайском языке)

## Экранизации
В хронологическом порядке:

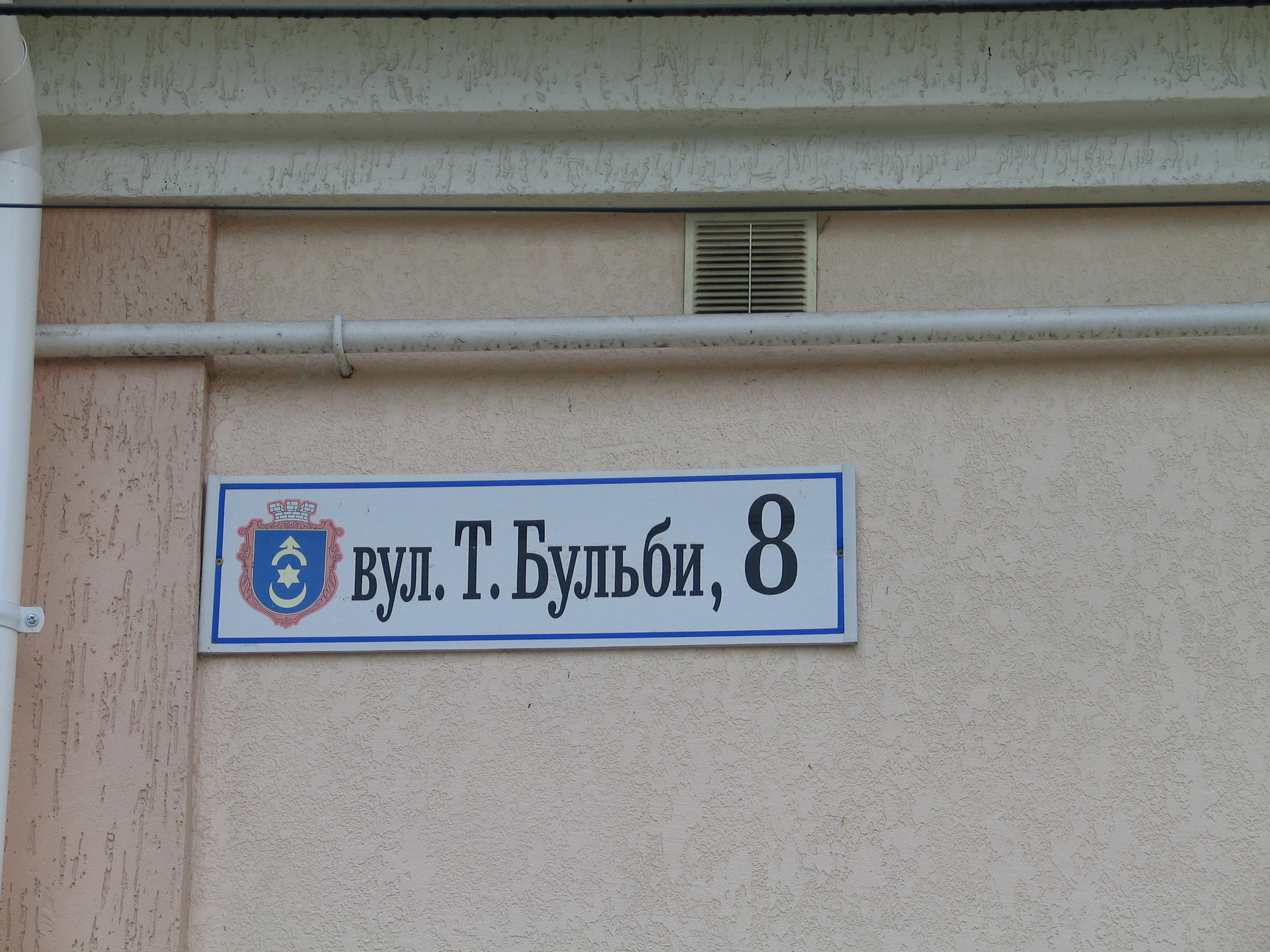
Улица Тараса Бульбы в городе Дубно

- «Тарас Бульба» (1909) — первый опыт киноэкранизации повести, русский немой фильм Александра Дранкова
- «Тарас Бульба[англ.]» (1924) — немецкий фильм по повести[29] В главной роли Исаак Дуван-Тарцов.
- «Тарас Бульба» (1936, фр. Tarass Boulba) — французский фильм, снятый русским режиссёром Алексеем Грановским[30] В главной роли Гарри Бор.
- «Сын Мятежника[англ.]» (1938) — английский фильм[31] В главной роли Гарри Бор.
- «Тарас Бульба» (1959, англ. Taras Bulba) — совместный американо-югославский проект, съёмки прекращены по финансовым причинам. Режиссёр Роберт Олдрич. В главной роли Энтони Куин[32].
- «Тарас Бульба» (1962, англ. Taras Bulba) — наиболее известная зарубежная экранизация, американский фильм с Юлом Бриннером в главной роли[33] Исходно на роль Тараса был утверждён Берт Ланкастер, первоначальный сценарий был в жанре социального реализма[34].
- «Taras Bulba, il cosacco» / "Le fils de Tarass Boulba" (1963) — итало-французский фильм[35] режиссёра Фердинандо Балди. В главной роли Владимир Медар.
- «Тарас Бульба» (1987, чеш. Taras Bulba) — чешский телефильм[36]
- «Дума о Тарасе Бульбе[укр.]» (2009) — украинский телевизионный малобюджетный художественный фильм по повести; премьера 29 марта 2009 года[37]. В главной роли Михаил Голубович.
- «Тарас Бульба» (2009) — российский полнометражный художественный фильм по повести, снятый Владимиром Бортко в 2007 году[38]. В главной роли Богдан Ступка.
- «Вир — герой народа» (2010) — индийский исторический боевик, основанный на повести.

## Музыкальные адаптации
- «Тарас Бульба» — опера русского композитора Н. Я. Афанасьева, созданная около 1860 года (не исполнялась).
- «Тарас Бульба» В. Кашперова (первая постановка в 1887 г. в Большом театре)[39]
- «Тарас Бульба» — опера по мотивам повести, созданная в 1890 году украинским композитором Н. В. Лысенко.
- «Тарас Бульба» — опера по мотивам повести, созданная в 1895 году аргентинским композитором Артуро Берутти.
- «Тарас Бульба (рапсодия)» — рапсодия для оркестра по мотивам повести, созданная в 1915—1918 годах чешским композитором Леошем Яначеком.
- «Тарас Бульба» — балет В. П. Соловьёва-Седого
- «Осада Дубно» П. Сокальского
- опера В. Кюнера (1880 — Мариинский театр)
- опера С. Траилина (1914 г. в Москве)
- опера А. Берутти (либретто Г. Бодио, премьера — Турин, 9 марта 1895 г.)
- опера М. Руссо (Париж, 1919)
- балет Р. М. Глиэра (1951—1952)
- «Легенда про Тараса» — лайт-опера украинского композитора А. Коломийцева, написана в 2012 году. Премьера состоялась в Полтавском академическом украинском музыкально-драматическом театре им. Н. В. Гоголя 29 июля 2012 года.

## Видеоигры (только платформаMicrosoft Windows)
- Тарас Бульба (от компании Burut)
- Тарас Бульба. Запорожская Сечь (от компании IceHill)